# Unió Excursionista de Vic
La Unió Excursionista de Vic (UEV) és una associació esportiva i cultural amb seu social a la ciutat de Vic. Es va començar com una secció territorial del Centre Excursionista de Catalunya vella, la qual, posteriorment, es va convertir en el Centre Excursionista de Vic l'any 1911, fundat per l'arqueòleg i historiador mossèn Josep Gudiol i Cunill. Finalment, l'any 1931 i com a fruit de la unió de diferents grups d'entitats osonenques com el Grup Montagut, el Grup Montseny Cooperatiu i Els 8, es va crear la Unió Excursionista de Vic tal com es coneix actualment.
Des del final del segle xix i principi del segle xx, a Vic hi havia una delegació del Centre Excursionista de Catalunya. Es va formar, sense cap intenció prèvia, per vigatans que pertanyien a l'entitat barcelonina. Va arribar a tenir delegats com el mossèn Josep Gudiol i Cunill, que va acabar sent una figura cabdal en la institucionalització de l'excursionisme a Vic. Amb els anys, va créixer l'afany per la muntanya des del vessant més cultural i va prendre cos fins que el 1911 es va crear el Centre Excursionista de Vic, ja com a entitat independent. La reunió fundacional es va fer el 15 d'octubre a la cel·la del temple romà de Vic i va ser promoguda pel mossèn Josep Gudiol i Cunill. La primera excursió, com a centre constituït legalment, es va fer a Sant Fruitós del Grau, a una ermita ubicada a Gurb, a Osona.
Des del mes de maig de 1933 l'associació ha publicat el Butlletí Mensual de la Unió Excursionista. La revista, en les primeres edicions constava de tot just vuit pàgines, i recollia l'herència dels seixanta butlletins que ja havia publicat anteriorment el Centre Excursionista de Vic, l'entitat que va precedir la Unió entre 1911 i 1931.
Després de la Guerra Civil Espanyola, no es reorganitzà fins al 1947. En tots aquests anys, la Unió Excursionista de Vic ha crescut en nombre de seccions. En un primer moment totes les activitats s'englobaven dins la SAM, la secció d'alta muntanya, però quan va començar a créixer el vessant més esportiu es van engegar altres seccions, com la de curses de muntanya, la d'escalada, la d'espeleologia, la d'orientació, la de bicicleta tot terreny i, també, l'escola de muntanya. Aquesta última dedicada als més menuts i en format d'activitat extraescolar.
Entre els seus components actuals destaquen els alpinistes Joan Colet, que formà part d'expedicions als Andes del Perú, el massís del Pamir, a Tadjikistan, i l'Himàlaia i Ferran Latorre i Torres, el primer alpinista català en aconseguir pujar els 14 cims de més de 8.000 metres.
Els seus darrers presidents han estat Pep Bisquert des del 2011 al 2017, Jaume Anglada i Dordal des del 2017 al 2021. Des del 2021 la presidenta és Núria Macià Casanovas, la primera dona que ocupa aquest càrrec en la història de l'entitat.
L'entitat, que l'any 2015 tenia més de 1.400 socis, és l'encarregada d'organitzar actes tan reconeguts a Osona i a les comarques veïnes com ara la cursa de l'Olla de Núria, la caminada popular Matagalls-Vic i l'Aplec de Savassona.